# Juan Luis Barrios
Juan Luis Barrios Nieves (Città del Messico, 24 giugno 1983) è un mezzofondista e maratoneta messicano.

## Palmarès
| Anno | Manifestazione      | Sede                | Evento         | Risultato  | Prestazione | Note |
| ---- | ------------------- | ------------------- | -------------- | ---------- | ----------- | ---- |
| 2001 | Campionati CAC      | Città del Guatemala | 800 m piani    | 5º         | 1'49"54     |      |
| 2001 | Campionati CAC      | Città del Guatemala | 1500 m piani   | Bronzo     | 3'47"62     |      |
| 2002 | Mondiali juniores   | Kingston            | 1500 m piani   | 8º         | 3'44"97     |      |
| 2002 | Giochi CAC          | San Salvador        | 1500 m piani   | Oro        | 3'43"71     |      |
| 2003 | Campionati CAC      | Saint George's      | 1500 m piani   | Oro        | 3'44"78     |      |
| 2003 | Giochi panamericani | Santo Domingo       | 1500 m piani   | 5º         | 3'47"67     |      |
| 2005 | Campionati CAC      | Nassau              | 5000 m piani   | Oro        | 14'22"57    |      |
| 2006 | Giochi CAC          | Cartagena           | 1500 m piani   | Oro        | 3'42"52     |      |
| 2006 | Giochi CAC          | Cartagena           | 5000 m piani   | Oro        | 14'09"08    |      |
| 2007 | Giochi panamericani | Rio de Janeiro      | 1500 m piani   | Argento    | 3'37"88     |      |
| 2007 | Giochi panamericani | Rio de Janeiro      | 5000 m piani   | Argento    | 13'30"87    |      |
| 2007 | Mondiali            | Osaka               | 1500 m piani   | Semifinale | 3'41"17     |      |
| 2007 | Mondiali            | Osaka               | 5000 m piani   | 14º        | 13'59"86    |      |
| 2008 | Giochi olimpici     | Pechino             | 5000 m piani   | 7º         | 13'19"79    |      |
| 2009 | Mondiali            | Berlino             | 10000 m piani  | 18º        | 28'31"40    |      |
| 2010 | Giochi CAC          | Mayagüez            | 1500 m piani   | Oro        | 3'44"85     |      |
| 2010 | Giochi CAC          | Mayagüez            | 5000 m piani   | Oro        | 13'44"41    |      |
| 2011 | Giochi panamericani | Guadalajara         | 5000 m piani   | Oro        | 14'13"77    |      |
| 2012 | Mondiali            | Istanbul            | 3000 m piani   | Batteria   | 7'54"07     |      |
| 2012 | Giochi olimpici     | Londra              | 5000 m piani   | 8º         | 13'45"30    |      |
| 2013 | Campionati CAC      | Morelia             | 5000 m piani   | Oro        | 14'08"19    |      |
| 2013 | Mondiali            | Mosca               | 10000 m piani  | dnf        | dnf         |      |
| 2014 | Giochi CAC          | Xalapa              | 5000 m piani   | Oro        | 14'15"98    |      |
| 2014 | Giochi CAC          | Xalapa              | 10000 m piani  | Oro        | 29'13"63    |      |
| 2015 | Giochi panamericani | Toronto             | 5000 m piani   | Oro        | 13'46"47    |      |
| 2015 | Giochi panamericani | Toronto             | 10000 m piani  | Bronzo     | 28'51"57    |      |
| 2018 | Giochi CAC          | Barranquilla        | 10000 m piani  | Oro        | 30'07"49    |      |
| 2023 | Giochi CAC          | San Salvador        | Mezza Maratona | Bronzo     | 1h05'13"    |      |

## Altre competizioni internazionali
2014
- 4º alla New York Half Marathon ( New York) - 1h01'46"

2015
- 12º alla Maratona di New York ( New York) - 2h18'06"
- Oro alla Guadalajara Half Marathon ( Guadalajara) - 1h03'21"
- Bronzo alla New York Half Marathon ( New York) - 1h01'14"
- 12º alla Great North Run ( Newcastle upon Tyne) - 1h04'38"

2016
- Oro alla Guadalajara Half Marathon ( Guadalajara) - 1h04'13"
- 4º alla New York Half Marathon ( New York) - 1h02'02"
- 6º alla Mezza maratona di Varsavia ( Varsavia) - 1h02'53"

2017
- 4º alla Ciudad de México Marathon ( Città del Messico) - 2h18'26"
- Argento alla San Diego Rock 'n' Roll Half Marathon ( San Diego) - 1h01'48"

2018
- 11º alla Maratona di New York ( New York) - 2h13'55"
- 21º alla Maratona di Tokyo ( Tokyo) - 2h10'55"

2019
- Bronzo alla Los Angeles Marathon ( Los Angeles) - 2h12'01"
- 5º alla Guadalajara Half Marathon ( Guadalajara) - 1h05'36"

2020
- 16º alla Maratona di Londra ( Londra) - 2h11'37"